# Jørgen von Grabow
Jørgen Rudolphsen von Grabow (1672-1728) var en dansk politiker, adelsmand, konferensråd og amtmand over Skanderborg-Aakjær amt. Han købte gården Urup som han ejede fra 1726 og til sin død, gården overgik derefter til hans kone, hun solgte den i 1732 til sønnen Hans Rudolf Jørgensen Grabow. Jørgen Grabow var søn af Hans Rudolf von Grabow (?-1689) og Clara von Raben. Gift med Lucie Hedevig Levetzow og fik alt tre børn, Luice var datter af officer Hans Friedrich von Levetzow. Jørgen var onkel til Rudolph Günter von Grabow.